# Mathieu Duhamel
Pour les articles homonymes, voir Duhamel.
Mathieu Duhamel, né le 12 juillet 1984 à Mont-Saint-Aignan (Seine-Maritime), est un footballeur français. Il évolue au poste d'attaquant.
Après avoir progressivement gravi les échelons du football français, il est le meilleur buteur de Ligue 2 avec le SM Caen en 2014-2015 et inscrit la saison suivante dix buts en 30 matchs de Ligue 1. Il porte finalement le maillot d'une quinzaine de clubs en vingt ans de carrière.

## Biographie

### Débuts

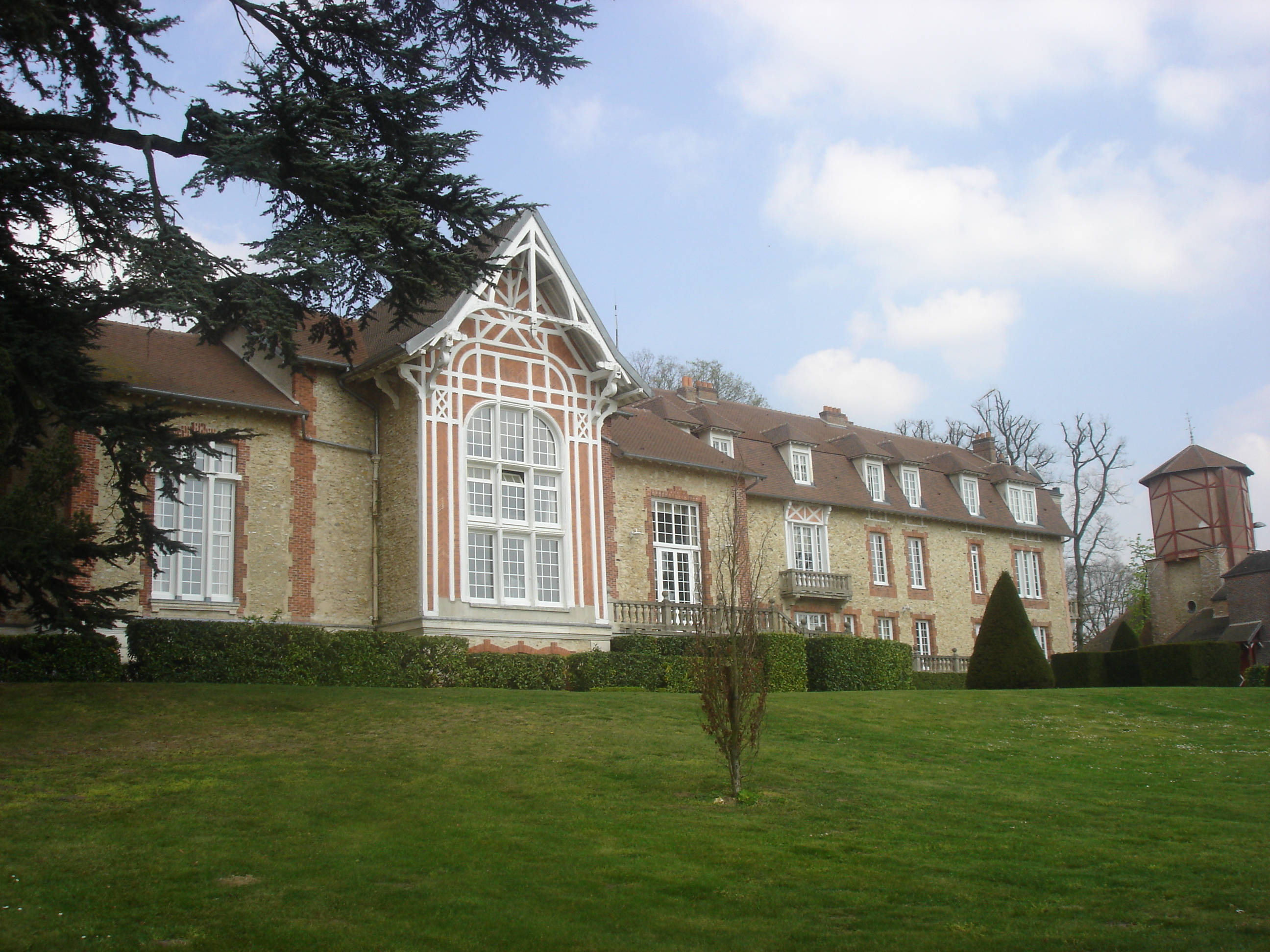
Mathieu Duhamel ne passe qu'une année à l'INF Clairefontaine.

Mathieu Duhamel connaît une carrière atypique. Il est sélectionné pour intégrer l'INF Clairefontaine à 13 ans, mais le quitte peu après et poursuivre sa formation au FC Rouen, dans sa région natale. Gêné par des problèmes de taille, il part en 2003 à l'US Quevilly, club de CFA où son entraîneur le fait d'abord jouer latéral gauche. Revenu à un poste offensif, il a l’opportunité de faire son retour au FC Rouen en 2006, à 22 ans, où il inscrit douze buts en 29 matches de CFA.
En 2007, il est recruté par le SO Romorantin, club de National. Il y inscrit onze buts pour sa première saison, dont neuf en 29 matchs de championnat, mais ne peut empêcher la relégation de son équipe. Duhamel signe la saison suivante au Stade lavallois, toujours en National. Il en est le meilleur buteur (onze buts en 33 matchs), contribuant ainsi largement à sa promotion en Ligue 2. Pourtant il entretient des relations difficiles avec son entraîneur et ses coéquipiers, de sorte que son contrat n'est pas renouvelé.
Il se relance à l'US Créteil, où il inscrit 18 buts en 31 matchs, dont 17 buts en National. Créteil termine au quatrième rang.

### Découverte de la Ligue 2
Ses performances ne passent pas inaperçues et il signe en 2010 un contrat de trois ans avec l'ES Troyes AC, promu en Ligue 2. Peu utilisé par Jean-Marc Furlan, il inscrit un seul but en quatorze matchs, démontrant tout de même ses qualités de battant[réf. nécessaire].
En décembre 2010, le FC Metz, autre club de Ligue 2, le recrute en prêt pour les six mois de championnat restant, avec une option d'achat en cas de maintien. Auteur de neuf buts en 18 matchs, il est adopté par les supporters du stade Saint-Symphorien, qui apprécie sa combativité[réf. nécessaire]. À l'été 2011, alors qu'il a activement contribué au maintien du club lorrain, il y signe un contrat de trois ans. Si la saison 2011-2012 lui permet de confirmer ses bonnes dispositions à la pointe de l'attaque messine, en inscrivant dix buts en 34 matchs de championnat, le club n'échappe cette fois pas à une relégation en National.

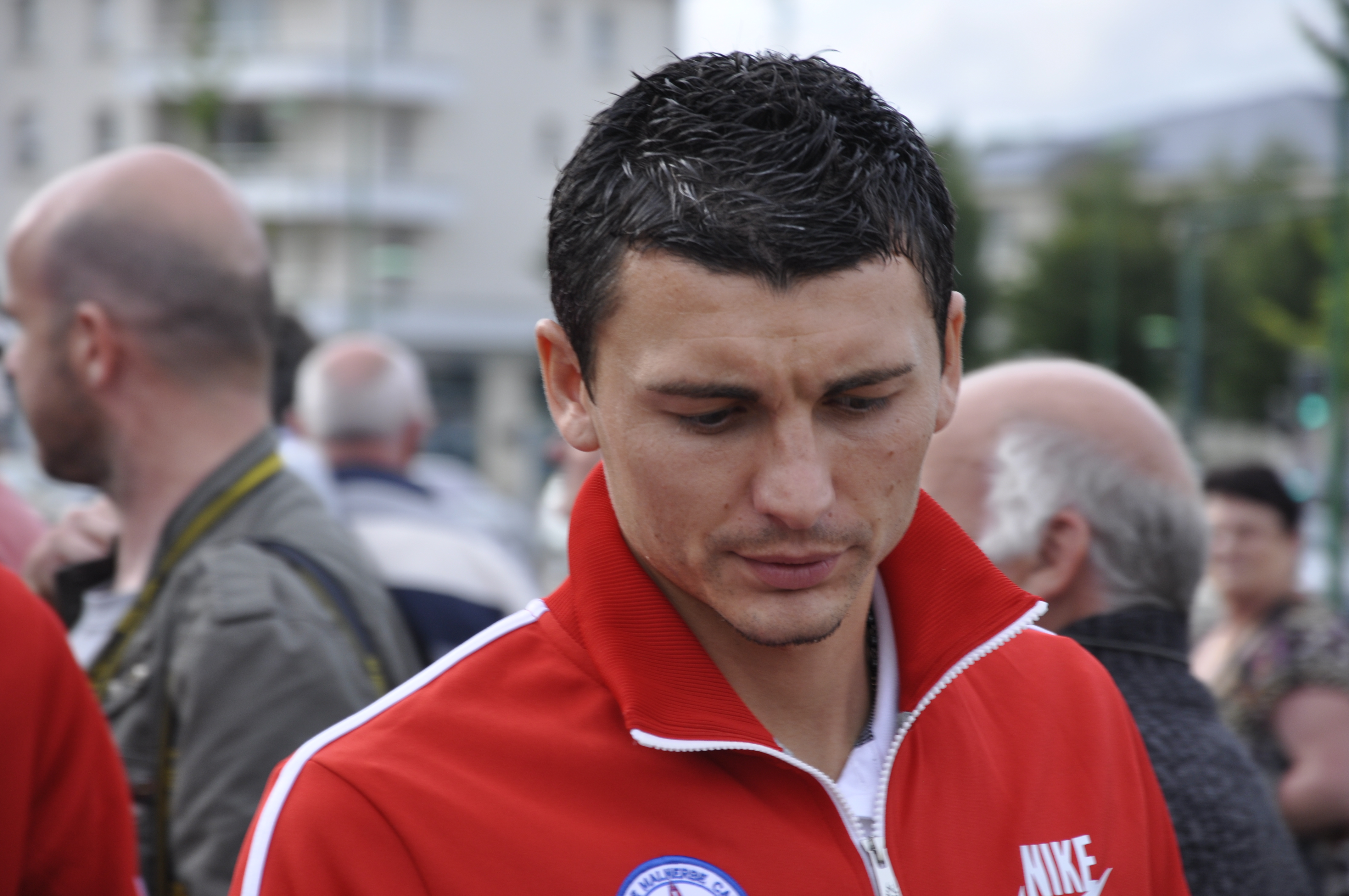
Mathieu Duhamel en 2012 lors de la présentation des recrues du SM Caen.

En juin 2012, il est recruté par le SM Caen, relégué en Ligue 2, où il signe un contrat de deux ans. Il marque son premier but dès son premier match de championnat, contre Auxerre lors de la deuxième journée, et marque ensuite régulièrement. Auteur de treize buts en 32 matchs de championnat, il est le meilleur buteur d'une équipe qui termine le championnat à une frustrante quatrième place, synonyme de nouvelle saison en Ligue 2. Il confirme son efficacité au début de la saison 2013-2014. Titulaire au centre de l'attaque à trois mise en place par Patrice Garande, il marque trois fois lors de ses trois premiers matchs de championnat, pour autant de victoires, et reste efficace par la suite malgré des résultats inégaux. Sa deuxième partie de saison est plus prolifique encore. Il inscrit notamment un doublé dans les arrêts de jeu face à Clermont, et est élu quatre fois successivement « Joueur du mois » par les supporters du club entre janvier et avril. Entre le 21 mars et 2 mai il marque lors de sept matchs de championnat de suite, dont un doublé face au FC Istres et un autre contre le CA Bastia, pour cinq victoires et deux matchs nuls. Le duo offensif qu'il forme avec Fayçal Fajr, qui termine meilleur passeur du championnat, contribue largement aux bons résultats du club, qui termine la saison à la troisième place, synonyme de remontée en Ligue 1. Duhamel termine meilleur buteur de Ligue 2 avec 24 réalisations.

### Débuts dans l'élite
Arrivé en fin de contrat avec le club normand, il intéresse de nombreux clubs français de l'élite (Montpellier, Reims, Saint-Étienne sont cités) et étrangers (Chiévo Vérone...). Il signe finalement un nouveau contrat pour deux saisons avec le club normand, avec lequel il débute en Ligue 1.
Efficace pendant les matchs amicaux, il brille lors de son premier match face à Évian TG en inscrivant ses deux premiers buts en Ligue 1 (3-0). Malgré un bilan de six buts en 19 matchs, il est fait état de rapports conflictuels avec la direction sportive du club. Alors que le club normand recrute en prêt Emiliano Sala, il demande son départ du club au mercato hivernal.

#### Prêt à Evian
Le 2 février 2015, dernier jour du mercato, il est prêté au club d'Évian TG pour six mois, Nicolas Benezet faisant le chemin inverse. En Haute-Savoie, il est immédiatement titulaire. Lors de son deuxième match, il offre la victoire à Evian avec ses premiers buts sous son nouveau maillot face au RC Lens (0-2). Il marque à deux nouvelles reprises en fin de saison mais ne permet pas à son équipe de s'imposer ni de se maintenir en Ligue 1.

### Retour en Ligue 2
N'entrant pas dans les plans de Patrice Garande pour la saison suivante à Caen, il signe au Havre AC, en Ligue 2, où il paraphe un contrat de quatre années. Il inscrit lors des deux saisons suivantes quatorze buts en championnat, sans que le club havrais ne parviennent à remonter en Ligue 1. Le 30 juin 2017, Le Havre AC annonce la résiliation de contrat entre le club et le joueur.
Il signe en faveur de Quevilly-Rouen, tout juste promu en Ligue 2, pour la saison 2017-2018. Il porte les couleurs du club normand jusqu'à la trêve hivernale, en inscrivant encore huit buts en 19 matchs. Le 16 janvier 2018, il signe un contrat de 18 mois avec le club italien de Foggia, club évoluant en Serie B. Il n'y reste finalement que six mois, et met un terme à sa carrière de footballeur professionnel au niveau national.

### Fin de carrière
De retour en Normandie, Duhamel porte en 2018-2019 le maillot du Grand-Quevilly FC, évoluant en Régional 1. À la fin de saison, le club est promu en National 3. La saison suivante, il entraîne en parallèle l'équipe première du FC Barentin, évoluant en D1. En juillet 2020, Mathieu Duhamel s'engage pour un an avec l'AS Beauvais, en National 2, mais le championnat est interrompu dès le mois d'octobre du fait de la pandémie de Covid-19. En 2021, il signe au Romilly Pont-Saint-Pierre FC, club de National 3 - Normandie. En 2022, tout en continuant à jouer, il annonce devenir agent de joueur.
Depuis juin 2022, il est membre du Variétés Club de France, avec lequel il totalise sept buts.
Pour la saison 2023-2024, à 38 ans, il signe en Régional 1 à l'AS Trouville-Deauville, le 18e club de sa carrière. Il est entraîné par Alexis Bertin, ancien joueur du Havre AC.

## Statistiques
| Saison                | Club                         | Championnat           | Championnat | Championnat | Coupe nationale | Coupe nationale | Coupe de la Ligue | Coupe de la Ligue | Total | Total |
| Saison                | Club                         | Division              | M.          | B.          | M.              | B.              | M.                | B.                | M.    | B.    |
| 2007-2008             | SO Romorantin                | National              | 29          | 9           | 3               | 2               | -                 | -                 | 32    | 11    |
| 2008-2009             | Stade lavallois              | National              | 33          | 11          | -               | -               | -                 | -                 | 33    | 11    |
| 2009-2010             | US Créteil-Lusitanos         | National              | 29          | 17          | 2               | 1               | -                 | -                 | 31    | 18    |
| 2010-2011             | ES Troyes AC                 | Ligue 2               | 13          | 1           | -               | -               | 1                 | 0                 | 14    | 1     |
| 2010-2011             | FC Metz (prêt)               | Ligue 2               | 18          | 9           | 2               | 0               | -                 | -                 | 20    | 9     |
| 2011-2012             | FC Metz                      | Ligue 2               | 34          | 10          | 2               | 2               | 1                 | 1                 | 37    | 13    |
| 2012-2013             | SM Caen                      | Ligue 2               | 32          | 13          | 3               | 1               | 2                 | 0                 | 37    | 14    |
| 2013-2014             | SM Caen                      | Ligue 2               | 35          | 24          | 5               | 0               | -                 | -                 | 40    | 24    |
| 2014-2015             | SM Caen                      | Ligue 1               | 19          | 6           | 1               | 0               | 1                 | 2                 | 21    | 8     |
| 2014-2015             | Évian Thonon Gaillard (prêt) | Ligue 1               | 11          | 4           | -               | -               | -                 | -                 | 11    | 4     |
| 2015-2016             | Le Havre AC                  | Ligue 2               | 26          | 6           | -               | -               | -                 | -                 | 26    | 6     |
| 2016-2017             | Le Havre AC                  | Ligue 2               | 19          | 8           | 1               | 0               | 1                 | 1                 | 21    | 9     |
| 2017-2018             | US Quevilly-Rouen            | Ligue 2               | 19          | 8           | -               | -               | -                 | -                 | 19    | 8     |
| 2017-2018             | Foggia Calcio                | Serie B               | 5           | 1           | -               | -               | -                 | -                 | 5     | 1     |
| Total sur la carrière | Total sur la carrière        | Total sur la carrière | 322         | 127         | 19              | 6               | 6                 | 4                 | 347   | 137   |